# 龍頭礁
龍頭礁，為台灣澎湖縣白沙鄉的一個島嶼，面積約0.0257平方公里。島嶼位在白沙鄉赤崁村東北方約1.5公里處，最高處約高6公尺。該島為一沉水礁岩，滿潮時大部分面積皆隱沒在海平面以下，乾潮時該島南側則露出長約1公里的沙礁，稱為「龍尾礁」。